# Daan Frenkel
Daan Frenkel (Amsterdam, 1948) is een Nederlands wetenschapper en hoogleraar. Vanaf 2007 tot 2018 was hij is hoogleraar aan het Trinity College van Cambridge, op de afdeling chemie. Hij stond aan het hoofd van de afdeling Zachte Gecondenseerde Materie en leidde teven de onderzoeksgroep Computerfysica bij het FOM-Instituut AMOLF te Amsterdam. Ook was hij als hoogleraar Macromoleculaire Simulaties verbonden aan de Universiteit van Amsterdam en was hij hoogleraar Computationele Fysische chemie aan de Universiteit Utrecht. In 2000 won hij de Spinozapremie. In 2022 won hij de Lorentzmedaille.
Frenkel is internationaal bekend vanwege zijn werk op het gebied van de computationele fysische chemie, onder meer vanwege zijn rol de ontwikkeling van nieuwe scheidingsmethoden in de petrochemie. Eenvoudig gezegd houdt hij zich bezig met het nabootsen van natuurkundige en scheikundige processen. Hij heeft regelmatig gepubliceerd in populaire tijdschriften en boeken, en zijn bezigheden daardoor voor een breder publiek toegankelijk gemaakt.
De Spinozaprijs die hem in 2000 werd uitgereikt is een van vele nationale en internationale erkenningen die Frenkel voor zijn discipline-overschrijdende onderzoeken kreeg. Zo is hij ook lid van de Koninklijke Nederlandse Akademie van Wetenschappen en behoort hij tot de selecte buitenlandse leden van de Royal Society te Londen. Verder ontving hij onder meer eredoctoraten van de universiteiten van Edinburgh en Peking. In 2015 ontving hij ook de Bakhuis Roozeboom Medaille van de Koninklijke Akademie van Wetenschappen.
Sinds januari 2010 is Frenkel een van de drie hoofdredacteuren van het tijdschrift European Physical Journal E (EPJ E) - Soft Matter and Biological Physics.